# Giorgio Pardi
Giorgio Pardi (Pavia, 6 aprile 1940 – Venezia, 1º maggio 2007) è stato un ginecologo e ricercatore nel campo della ostetricia italiano.

## Carriera
Si laurea all'Università degli Studi di Milano nel 1964. Dopo la laurea lavora alla Columbia University, alla Yale University, al laboratorio NIH di fisiologia perinatale di Porto Rico, alla Southern California University di Los Angeles e all'Istituto per la Cura della Madre e del Bambino di Podolí, Praga. 
Tornato nell'ateneo milanese, è assistente e poi professore di Ostetricia e Ginecologia. Dapprima a capo della medicina materno-fetale all'Istituto "L. Mangiagalli" , viene poi chiamato dall'Università di Milano  alla direzione del nuovo Dipartimento universitario di Ostetricia e ginecologia dell'ospedale San Paolo, carica che ricopre dal 1987 al 2002, quando ritorna come direttore all'Istituto "L. Mangiagalli".
Nel 2005 è nominato Grande ufficiale dell'Ordine al merito della Repubblica dal Presidente della Repubblica Carlo Azeglio Ciampi.

Alla sua morte la moglie Nicoletta Corbella Pardi, insieme ad alcuni allievi ed amici, ha istituito la Fondazione Giorgio Pardi per il sostegno di giovani medici e ricercatori nel campo dell'ostetricia e ginecologia in Italia.

## Risultati
Ha condotto studi sul metabolismo materno e fetale e sullo sviluppo del feto, utilizzando sia la cordocentesi che gli isotopi stabili nella clinica e nella ricerca. 
Ha portato a termine studi sulla circolazione fetale tramite la velocimetria laser Doppler, che hanno permesso di ottenere nuove informazioni sulla fisiologia fetale, permettendo di diagnosticare condizioni patologiche del feto con implicazioni anche terapeutiche.
Alla luce di queste conoscenze, infatti, è diventato possibile identificare il momento ottimale del parto e migliorare decisamente la prognosi dei feti sottosviluppati. 
Pardi è stato il primo italiano a diventare membro onorario dell'American Society of Obstetrics and Gynecology nel 2005, con la Joseph Prince Oration: «Growth and maturation of fetal organs: fifty years of discoveries».